# Poche (Windeck)
Poche war ein Ortsteil der Gemeinde Windeck im Rhein-Sieg-Kreis. Es bildet heute einen Teil von Rosbach.

## Lage
Poche liegt oberhalb der Einmündung des Gierzhagener Baches in die Sieg. Nachbarort ist Gierzhagen im Norden, ehemaliger Nachbarort im Süden war Kleehahn.

## Geschichte
Ursprünglich wurde Poche Silberpoche genannt, namensgebend war ein Pochwerk.
Poche gehörte zum Kirchspiel Rosbach und zeitweise zur Bürgermeisterei Dattenfeld.
1830 und auch 1845 gab es hier noch keine Siedlung.
1863 wohnten hier fünf Personen. 1888 gab es 15 Bewohner in einem Haus.
1962 waren es 16 Einwohner, 1976 12.